# تودور سكالوفسكي
تودور سكالوفسكي (بالإنجليزية: Todor Skalovski)‏‏ (21 يناير 1909 في تيتوفو - 1 يوليو 2004 في إسكوبية) قائد أوركسترا، وقائد جوقة، وملحن من مقدونيا الشمالية. لحن النشيد الوطني المقدوني (دينس ناد مكدونيا) عام 1943.